# Amt Dransfeld
Das Amt Dransfeld war ein historisches Verwaltungsgebiet des Königreichs Hannover.

## Geschichte
Im Zuge der Verwaltungsreform von 1852 wurde der größere Teil des bisherigen Unteramts Münden mit der Stadt Dransfeld und dem Gericht Jühnde zum Amt Dransfeld zusammengeschlossen. Schon 1859 wurde es wieder in das Amt Münden eingegliedert.

## Gemeinden
Dem Amtssprengel gehörten folgende Gemeinden an:
| - Barlissen - Bördel - Bühren - Dankelshausen | - Dransfeld - Ellershausen - Hemeln - Imbsen | - Jühnde - Löwenhagen - Mielenhausen - Niederscheden | - Oberscheden - Ossenfeld - Varlosen - Varmissen |

- Karte mit allen verlinkten Seiten:
- OSM |
- WikiMap

## Amtmänner
- 1853: Friedrich Ludwig Westphal, Amtmann
- 1854–1857: Theodor Lueder, Amtsassessor